# محمدرضا کسرایی
محمدرضا کسرایی ،هنرپیشه ،دوبلور، کارگردان و فیلم‌نامه‌نویس ایرانی است.

## زندگی‌نامه
محمدرضا (علی) کسرائی متولّد ۱۳۲۴ در شهرستان بروجرد، از خانواده‌ای با اصالت، مذهبی و فرهنگی است. وی دوران ابتدایی را در مدرسه کمال و متوسطه را تا پنجم ادبی در دبیرستان‌های بروجرد گذرانید.
از نوجوانی با دیدن چند فیلم سینمایی و تئاترهایی که در آمفی تئاتر دبیرستان برگزار می‌شد، استعداد بازیگری را در خود یافته و دلباخته این هنر می‌شود.
دبیر ادبیات و فلسفه منطق از انشاءها و نحوه خواندن و لحن و صدای او لذت برده و به او گفته بود: «تو مغزی خلاق در شیوه نگارش و صدای خاصی داری و می‌توانی در آینده نویسنده، گوینده و بازیگر پرقدرتی برای سینما و رادیو باشی.»
در بیشتر نمایش‌هایی که در آمفی تئاتر دبیرستان برگزار می‌شد شرکت داشته و ایفاگر نقش‌های حساس و مطرح بود.
او جوانی خوشرو، بذله گو، منتقد، صادق و رفیق دوست با روحیه ای شادبود.
پدرش از تجّار سرشناس و مردم دار و آبرومند و مورد احترام مردم شهر بود. ورشکستگی پدرش و روی آوردن به کارهای بنگاه‌داری و دوندگی‌های بی حد و حسابش را نتوانست تحمل کند و با وجود مخالفت شدید برادر بزرگترش، منوچهر، که دبیر زبان انگلیسی دبیرستانشان بود چون مأوا و مسکنی در تهران نداشت، به نیروی هوایی می‌رود تا هم باری از دوش پدر بردارد و هم در تهران اهداف هنری‌اش را پیگیری نماید.
پس از گذراندن دوره‌های مختلف تخصصی در رشته آماد فنی هوایی، انتخاب می‌شود تا برای کسب مهارت‌های بیشتر به آمریکا اعزام شود. به او پیشنهاد می‌شود به شرط اینکه با علاقه عضویت ضداطلاعات را بپذیرد به مدت چهار سال به آمریکا به عنوان مأمور اعزام شده و در بازگشت می‌تواند با پول اندوخته، خانه و اتومبیل بخرد و زندگی راحتی داشته باشد و چون قبول نمی‌کند از مرکز آموزشهای هوایی تهران به پایگاه نوژه (شاهرخی) همدان منتقل می‌شود. در پایگاه‌های مختلف که خدمت می‌کند، به هنگام فراغت از کار اداری نمایشنامه می‌نویسد و کارگردانی و بازی می‌کند نمایش «اشک کور» که درامی عشقی میهنی است را می‌نویسد و کارگردانی و بازی می‌کند و برای جذب بیشتر تماشاچیان، نویسنده را فردی از یوگسلاوی اعلام می‌کند.
پس از چند سال حضور در جنگ تحمیلی الزاماً از دزفول به پایگاه هوایی شهید بابایی اصفهان منتقل شده و در آمفی تئاتر پایگاه چندین نمایش را کارگردانی کرده که مورد تحسین و تشویق تماشاگران و بازدیدکنندگان صدا و سیما قرار گرفته و او را دعوت به همکاری می‌نمایند.
در سال ۱۳۶۳ در اولین نمایش رادیویی "به سوی نور" ایفای نقش می‌کند که مورد تحسین کارگردانان و معاونت صدا، آقای محزونیه" قرار می‌گیرد. ۱۷۴ نقش مختلف در رادیو اصفهان و استان مرکزی و دیگر مراکز اجرا کرده و این فعالیت همچنان ادامه دارد.
در اصفهان به عنوان بازیگری اخلاق و پرتوان مورد توجه قرار گرفته تا آنجا که در یک روز در دو سریال بازی می‌کند.
در اولین فیلم سینمایی در نقش «دکتر اول» در فیلم «بایسیکل ران» ظاهر می‌شود. نقش «پروفسور عراقی» در فیلم سینمایی «گارد ویژه» تولید شکوفا فیلم، از بازی‌های قابل دیدن و مطرح اوست.
خرداد ماه ۱۳۷۹ جایزه بهترین بازیگر تولیدات مراکز صدا و سیما را از هشتمین جشنواره دریافت می‌کند.
در سریال «پشت کوه‌های بلند» به کارگردانی «امرالله احمدجو» ایفاگر دو نقش «شاعر» و «دهقان کاش آبادی» است. احمدجو تحت تأثیر بازی خلاق و استعداد قرار گرفته و در مصاحبه با روزنامه جوان امروز می‌گوید: «کسرائی بازیگر استثنایی و خلاقی است که متأسفانه دیر شناخته شده‌است.»
در سریال «پرانتز باز» تولید مؤسسه فرهنگی شکوفا فیلم در نقش «مسافر» به دریافت تندیس و جایزه منتخب کارگردان و تهیه‌کننده نائل می‌گردد.
در فیلم سینمایی «ساعت صفر» مورد تحسین و توجه کارگردان «اکبر خواجویی» قرار می‌گیرد و در فیلم سینمایی «تنبل قهرمان» در نقش «معرکه گیر» و نریتور انیمیشن «هان ای دل عبرت بین» ابعاد مختلف هنر خود را نشان می‌دهد.
در سال ۱۳۵۳ با دختری از خاندان فولادوند از طوایف لُر، خانواده ای با اصالت، فرهنگی و مذهبی ازدواج کرده که حاصلش دو فرزند به نام‌های آبتین کسرائی فارغ‌التحصیل مهندسی مکانیک از دانشگاه شهید باهنر کرمان و دکتر احسان کسرائی فارغ‌التحصیل دانشکده پزشکی اراک است. آبتین در سال ۱۳۸۳ در سن ۲۴ سالگی در راه سفر به کرمان به علت تصادف دار فانی را وداع گفته و پدر و مادر و برادرش را تنها می‌گذارد. آبتین را در آرامستان اراک قطعه ۶ به خاک می‌سپارند و چون خانواده مادرش در این شهر سکونت دارند، دوست هنرمند ما هم به ناچار در اراک ساکن شده و تا چند سال هیچگونه فعالیت هنری ندارد.
در سال ۱۳۸۸ برای بازی در فیلم «تدارکی برای سفر» به کارگردانی «محسن علیدادی» دعوت می‌شود که همین تله فیلم بارها از شبکه‌های مختلف سیما پخش شده‌است.
در تاریخ ۱۳۷۴/۴/۱ از نیروی هوایی بازنشسته شده و با مدرک لیسانس بازیگری مشغول نگارش چند فیلمنامه و گاه بازیگری و تکمیل چند فیلمنامه ای است که به تصویب امور سینمایی وزارت ارشاد رسیده و نگارش خاطرات تلخ و شیرین زندگی خود از نوجوانی تا به امروز است.
به منظور شناخت بیشتر فعالیت هنری شان خلاصه ای از رزومه کارهایش را درج می‌کنیم.

## فیلم‌های سینمایی
- بایسیکل‌ران (۱۳۶۷)
- سلام سرزمین من (۱۳۶۷)
- دستمزد (۱۳۶۸)
- شما فرشته‌اید (۱۳۶۸)
- فرماندار (۱۳۶۹)
- گارد ویژه (۱۳۷۴)
- گروگان (۱۳۷۴)
- تنبل قهرمان (۱۳۸۰)

## مجموعه تلویزیونی
- به خاطر مونا (۱۳۹۱)
- لطایف بهلول(۱۳۶۸)
- ماجرای خواستگاری هوشنگ(۱۳۷۱)
- چه زیبا می‌خندید(۱۳۶۹)
- گردو(۱۳۷۳)
- فاصله(۱۳۷۳)
- پشت کوه‌های بلند (۱۳۹۱)
- هشت بهشت (۱۳۶۹)
- روشن‌تر از خاموشی (۱۳۸۲)
- پرانتز باز (۱۳۸۹)
- بچه‌های گروهان بلال (۱۳۹۷)
- پیک راستان (۱۳۸۹)
- جستجو (۱۳۷۰)
- شیخ بهایی (۱۳۸۲)
- پرونده بدون نام
- خشت اول (۱۳۷۷)

## تئاتر
- اشک کور
- پرواربندان (۱۳۴۸)
- سگی در خرمن جاه
- قلعه
- آخرین نبرد
- نامیرا
- گلریزون

## تله فیلم
- تدارکی برای سفر (۱۳۸۸)
- بوی بهشت (۱۳۸۰)
- آخرین نبرد (۱۳۷۶)